# Segnali di fuoco
L'uso di segnali di fuoco (della luminosità del fuoco) per l'invio di notizie a grandi distanze è antico.

D'altra parte, la luce ha sempre presentato la difficoltà di dover essere utilizzata solo in un ambiente in cui il fuoco fosse visibile (di notte) e di poter essere utilizzata solo per inviare una notizia che già fosse prevista e quindi codificata. 
La luce di una torcia, infatti, può dare solo un'informazione binaria; può essere "visibile" o "invisibile" (acceso-spento).
A stretto rigore con una torcia si può fornire anche un'informazione desumibile dal movimento (es. i segnali i manovra di F.S. sono "movimento verticale" = arretra, "movimento orizzontale ="avanza"); però per essere correttamente interpretato questo segnale deve essere ricevuto da una distanza limitata.

Due o più torce offrono anche l'informazione del loro numero. E questa maggiore informazione Polibio sfrutta nel suo codice di segnali luminosi.
Polibio lo storico greco, prima di essere inviato a Roma come ostaggio, era anche un uomo politico e un ipparco e quindi conosceva l'importanza, in politica e in battaglia, di una veloce e precisa e comprensibile trasmissione dei dati.
Nel libro X delle sue "Storie", lamenta il fatto:
"che una flotta comparisse davanti a Oreo, a Pepareto o a Calcide era possibile comunicarlo a coloro che si fossero accordati su queste notizie [ma] ... sono soprattutto gli eventi a sorpresa a richiedere un consiglio e un soccorso immediati - tutte le cose di questo genere sfuggivano all'uso dei segnali di fuoco."
(Polibio, Storie, X, 43, Rizzoli, Milano, Trad.: M. Mari)

## Il metodo di Enea
Polibio spiega un metodo sviluppato da un non meglio identificato Enea (probabilmente Enea di Stinfalo, generale della Lega arcadica) rilevandone gli svantaggi: 
- La "stazione trasmittente" e la "Stazione ricevente" erano fornite ciascuna di un recipiente di uguali dimensioni. I recipienti si riempivano di acqua che, al segnale luminoso, veniva fatta uscire contemporaneamente da entrambi attraverso canaletti anch'essi di uguali dimensioni. Nei recipienti si ponevano, in uno stesso ordine precedentemente accordato, dei pezzi di sughero a ognuno dei quali veniva assegnato un significato.
- Sulla base teorica del comportamento uguale dei pezzetti di sughero sottoposti a uguale sollecitazione, nello stesso momento due sugheri con lo stesso significato dovevano trovarsi nello stesso punto.
- Facendo scorrere l'acqua i sugheri dovevano uscire nello stesso momento e quando il sughero cui era stato imposto il significato voluto usciva dal recipiente "trasmittente" ne veniva informato con l'uso di una torcia, l'operatore del recipiente "ricevente".
- Alla vista del segnale di fuoco il "ricevente" non doveva far altro che "leggere" il pezzo di sughero per conoscere l'avvenimento codificato e trasmesso.

Il segnale luminoso, quindi, serviva a determinare il momento in cui l'acqua doveva iniziare a defluire e il momento in cui il pezzetto di sughero con il significato voluto era giunto al punto giusto. 
I problemi sorgevano (e Polibio lo fa notare) quando gli avvenimenti non erano previsti e non era possibile quantificare quanto stava avvenendo, oggetto di trasmissione.
"...su cose che è impossibile conoscere prima che avvengano, infatti, non è neppure possibile accordarsi prima. E il punto principale è questo: come decidere sui soccorsi da fornire senza sapere quanti nemici si presentano o dove? E ancora: come è possibile sentirsi incoraggiati o meno, o anche più in generale avere in mente qualcosa, se non si è informati di quante navi o di quanto grano arrivano dagli alleati?"
(Ibid, X, 45).

## Il metodo di Cleosseno e Democrito
Questi personaggi, altrimenti sconosciuti, hanno escogitato il seguente metodo che Polibio afferma di aver perfezionato.
- Si prendono i caratteri dell'alfabeto (24 per il greco) e si scrivono su cinque tavolette in gruppi di cinque (quattro per l'ultimo gruppo):
- le due parti si accordano sul fatto che, per segnalare l'inizio della trasmissione verranno alzate due torce ricevendone uguale segnale di "ricevuto/pronto".
- chi trasmette alzerà sulla sinistra tante torce quante ne servono per individuare la tavoletta (massimo 5) e sulla destra tante torce quante ne servono per individuare la lettera (massimo 5).

In pratica ecco una prima forma di"alfabeto quadro" (o quadrato) noto anche nelle scuole per "passare" i compiti e nelle prigioni per comunicare fra le celle, utilizzando eventualmente battiti o rumori al posto della luce.
```
ΑΒΓΔΕ
ΖΗΘΙΚ
ΛΜΝΞΟ
ΠΡΣΤΥ
ΦΧΨΩ  
```

Polibio in qualità di uomo d'armi, si dilunga sul perfezionamento del metodo suggerendo
- l'utilizzazione di una diottra per distinguere con precisione le torce di destra da quelle di sinistra;
- la concisione e la precisione nella scelta delle parole formanti il messaggio;
e utilizza un esempio che vale la pena di riportare.

"per comunicare che "Alcuni soldati, circa cento, ci hanno abbandonati per passare al nemico" in primo luogo devi scegliere quelle espressioni che possono esprimere la stessa cosa con il minor numero di lettere, come, per esempio, al posto della frase detta prima. "Cento Cretesi hanno disertato da noi".
(Ibid, X, 46)
Polibio, si sa, sconsigliava caldamente l'uso in guerra dei mercenari (anche a questo attribuiva la caduta di Cartagine) e detestava i Cretesi.